# Дор (Пудегский сельсовет)
Дор — деревня в Вологодском районе Вологодской области на реке Пудега.
Входит в состав Старосельского сельского поселения (с 1 января 2006 года по 8 апреля 2009 года входила в Пудегское сельское поселение), с точки зрения административно-территориального деления — в Пудегский сельсовет.
Расстояние до районного центра Вологды по автодороге — 32 км, до центра муниципального образования Стризнево по прямой — 9 км. Ближайшие населённые пункты — Уткино, Опучково, Юрчаково.
По переписи 2002 года население — 2 человека.